# Tim Kennedy
Timothy Fred Kennedy (San Luis Obispo, 1 de setembro de 1979) é um ex-lutador estadunidense de artes marciais mistas, que competia no peso-médio do Ultimate Fighting Championship. Kennedy serviu o Exército dos EUA em tempo integral enquanto lutava profissionalmente.

## Carreira militar
Tim Kennedy entrou para o exército em 4 de Janeiro de 2004 e completou o Treinamento Básico de Combate, Treinamento Individual Avançado, Escola de Voos e o Curso de Qualificação das Forças Especiais. Tim foi destacado no livro de Dick Couch sobre a seleção de boina verde chamado de "soldado escolhido" sob o nome de "Tom Kendall". Em 2007, ele completou a Escola de Guarda e foi designado ao 7° Grupo de Forças Especiais, onde serviu na Alpha Destacamentos Operacionais. Durante esse tempo, ele também era um franco-atirador, instrutor de franco-atirador, o principal instrutor de combate da C Company, 3° Batalhão, 7° Grupo de Forças Armadas. Kennedy foi implantado em apoio à Operação Liberdade do Iraque e na Operação de Liberdade Douradora múltiplas vezes. Entre os vários prêmios de Kennedy se destacam a Medalha do Exército Estrela de Bronze com dispositivo de V, que foi premiado por bravura sob o fogo.

## Carreira no MMA

### Começo da carreira
Kennedy começou a treinar na Dokan School. Ele começou a treinar MMA em 1999, treinando com Anita Baker, Chuck Liddell, Jake Shields, Gan McGee, e John Hackleman na The Pit em San Luis Obispo.
Kennedy primeiro começou a lutar em 1996 e acumulou o recorde de 31 lutas amadoras, com o recorde de 30-1 antes da sua sua primeira luta profissional em 2001. Em 2003 ele entrou e venceu um torneio em uma noite no Extreme Challenge 50, vencendo suas três lutas. Em 2004 ele entrou para o Exército. Kennedy voltou à lutar em 2006. Ele lutou no evento International Fight League em 2007, e não lutou em 2008 devido à implantação do Exército no exterior. Durante este tempo, ele escreveu uma série de três "Cartas de uma terra estrangeira", que narrou seu tempo em combate.

### Strikeforce
Kennedy retornou às artes marciais mistas em 2009 com uma vitória sobre Nick Thompson no Strikeforce Challengers: Villasenor vs. Cyborg. Seguido de uma vitória impressionante sobre Zak Cummings no evento principal do Strikeforce Challengers: Kennedy vs. Cummings.
Kennedy enfrentou Trevor Prangley em 16 de junho de 2010 no Strikeforce: Los Angeles. Kennedy venceu por finalização no primeiro round.
Kennedy perdeu em uma luta disputadíssima  por decisão após cinco rounds para Ronaldo Souza pelo Cinturão Vago do Peso Médio do Strikeforce no Strikeforce: Houston em 21 de Agosto de 2010.
Kennedy era esperado para enfrentar Jason Miller em 5 de março de 2011 no Strikeforce: Feijao vs. Henderson. Porém, Miller foi forçado a se retirar da luta com uma lesão e foi substituído por Melvin Manhoef. Ele venceu por finalização no primeiro round.
Kennedy retornou em julho de 2011 para enfrentar Robbie Lawler no Strikeforce: Fedor vs. Henderson. Ele venceu por decisão unânime.
Kennedy enfrentou Luke Rockhold em 14 de julho de 2012 pelo Cinturão Peso Médio do Strikeforce no Strikeforce: Rockhold vs. Kennedy. Ele perdeu por decisão unânime.
Kennedy era esperado para enfrentar Trevor Smith em 3 de novembro de 2012 no Strikeforce: Cormier vs. Mir. Porém, o evento foi cancelado devido a uma lesão de Frank Mir, que faria o evento principal e do Campeão Peso Médio Luke Rockhold. A luta então aconteceu em 12 de janeiro de 2013 no Strikeforce: Marquardt vs. Saffiedine. Kennedy venceu por finalização no terceiro round.

### Ultimate Fighting Championship
Em janeiro de 2013, a promoção do Strikeforce foi fechada por sua dona Zuffa. Uma lista de lutadores que migrariam para o Ultimate Fighting Championship foi anunciada no meio de Janeiro e Kennedy foi um dos lutadores citados na lista.
Kennedy enfrentou Roger Gracie em 6 de julho de 2013 no UFC 162. Ele venceu a luta por decisão unânime.
Kennedy era esperado para enfrentar Lyoto Machida em 6 de novembro de 2013 no UFC: Fight for the Troops 3, porém, com a lesão de Michael Bisping que enfrentaria Mark Muñoz no UFC Fight Night: Machida vs. Muñoz, Machida foi chamado para substituir Bisping. Seu substituto foi Rafael Natal, que acabou sendo nocauteado por um overhand do americano aos 4:40 do primeiro round.
Após as duas vitórias, Kennedy enfrentou Michael Bisping em 16 de abril de 2014 no UFC Fight Night: Bisping vs. Kennedy e venceu por decisão unânime.
Kennedy enfrentou o cubano Yoel Romero em 27 de setembro de 2014 no UFC 178. Ele foi derrotado por nocaute técnico no terceiro round em um combate polêmico. No fim do segundo round, o americano quase nocauteou o cubano que, no intervalo, levou 28 segundos a mais que o permitido (um minuto) para se levantar do banco e voltar a lutar gerando muitas reclamações por parte da equipe de Kennedy, que deve entrar com um recurso na Comissão Atlética de Nevada (NSAC) para tentar anular o resultado.

## Cartel no MMA
| Cartel no MMA   |             |            |
| 24 lutas        | 18 vitórias | 6 derrotas |
| Por nocaute     | 6           | 3          |
| Por finalização | 8           | 0          |
| Por decisão     | 4           | 3          |

| Res.    | Cartel | Oponente        | Método                                  | Evento                                         | Data       | Round | Tempo | Local                     | Notas                                         |
| ------- | ------ | --------------- | --------------------------------------- | ---------------------------------------------- | ---------- | ----- | ----- | ------------------------- | --------------------------------------------- |
| Derrota | 18-6   | Kelvin Gastelum | Nocaute Técnico (socos)                 | UFC 206: Holloway vs. Pettis                   | 10/12/2016 | 3     | 2:45  | Toronto, Ontario          |                                               |
| Derrota | 18-5   | Yoel Romero     | Nocaute Técnico (socos)                 | UFC 178: Johnson vs. Cariaso                   | 27/09/2014 | 3     | 0:58  | Las Vegas, Nevada         | Luta da Noite.                                |
| Vitória | 18-4   | Michael Bisping | Decisão (unânime)                       | UFC Fight Night: Bisping vs. Kennedy           | 16/04/2014 | 5     | 5:00  | Quebec City, Quebec       |                                               |
| Vitória | 17-4   | Rafael Natal    | Nocaute (socos)                         | UFC: Fight for the Troops 3                    | 06/11/2013 | 1     | 4:40  | Fort Campbell, Kentucky   | Nocaute da Noite.                             |
| Vitória | 16-4   | Roger Gracie    | Decisão (unânime)                       | UFC 162: Silva vs. Weidman                     | 06/07/2013 | 3     | 5:00  | Las Vegas, Nevada         |                                               |
| Vitória | 15-4   | Trevor Smith    | Finalização (guilhotina)                | Strikeforce: Marquardt vs. Saffiedine          | 12/01/2013 | 3     | 1:36  | Oklahoma City, Oklahoma   |                                               |
| Derrota | 14-4   | Luke Rockhold   | Decisão (unânime)                       | Strikeforce: Rockhold vs. Kennedy              | 14/07/2012 | 5     | 5:00  | Portland, Oregon          | Pelo Cinturão Peso Médio do Strikeforce.      |
| Vitória | 14-3   | Robbie Lawler   | Decisão (unânime)                       | Strikeforce: Fedor vs. Henderson               | 30/07/2011 | 3     | 5:00  | Hoffman Estates, Illinois |                                               |
| Vitória | 13-3   | Melvin Manhoef  | Finalização (mata leão)                 | Strikeforce: Feijão vs. Henderson              | 05/03/2011 | 1     | 3:41  | Columbus, Ohio            |                                               |
| Derrota | 12-3   | Ronaldo Souza   | Decisão (unânime)                       | Strikeforce: Houston                           | 21/08/2010 | 5     | 5:00  | Houston, Texas            | Pelo Cinturão Vago Peso Médio do Strikeforce. |
| Vitória | 12-2   | Trevor Prangley | Finalização (mata leão)                 | Strikeforce: Los Angeles                       | 16/06/2010 | 1     | 3:35  | Los Angeles, California   |                                               |
| Vitória | 11-2   | Zak Cummings    | Finalização (estrangulamento norte-sul) | Strikeforce Challengers: Kennedy vs. Cummings  | 25/09/2009 | 2     | 2:43  | Bixby, Oklahoma           |                                               |
| Vitória | 10-2   | Nick Thompson   | Finalização (socos)                     | Strikeforce Challengers: Villasenor vs. Cyborg | 19/06/2009 | 2     | 2:37  | Kent, Washington          |                                               |
| Vitória | 9-2    | Elias Rivera    | Nocaute (socos)                         | IFL: World Grand Prix Finals                   | 29/12/2007 | 1     | 2:00  | Uncasville, Connecticut   |                                               |
| Derrota | 8-2    | Jason Miller    | Decisão (unânime)                       | HDNetFIGHTS: Reckless Abandon                  | 15/12/2007 | 3     | 5:00  | Dallas, Texas             |                                               |
| Vitória | 8-1    | Ryan McGivern   | Finalização (guilhotina)                | IFL: Chicago                                   | 19/06/2007 | 2     | 1:25  | Chicago, Illinois         |                                               |
| Vitória | 7-1    | Dante Rivera    | Finalização (socos)                     | IFL: Atlanta                                   | 23/02/2007 | 2     | 2:29  | Atlanta, Georgia          | Luta nos Meio Pesados                         |
| Vitória | 6-1    | Hector Urbina   | Nocaute (socos)                         | Fight Fest 7                                   | 23/09/2006 | 1     | 1:28  | Cleveland, Ohio           |                                               |
| Vitória | 5-1    | Cruz Chacon     | Nocaute Técnico (socos)                 | Extreme Challenge 50                           | 23/02/2003 | 2     | 1:21  | Salt Lake City, Utah      |                                               |
| Vitória | 4-1    | Jason Miller    | Decisão (unânime)                       | Extreme Challenge 50                           | 23/02/2003 | 3     | 5:00  | Salt Lake City, Utah      |                                               |
| Vitória | 3-1    | Ryan Narte      | Nocaute Técnico (socos)                 | Extreme Challenge 50                           | 23/02/2003 | 1     | 1:22  | Salt Lake City, Utah      |                                               |
| Vitória | 2-1    | Mack Brewer     | Nocaute Técnico (socos)                 | WEC 5                                          | 18/10/2002 | 1     | 1:03  | Lemoore, California       |                                               |
| Vitória | 1-1    | Jody Burke      | Finalização (forearm choke)             | IFC: Warriors Challenge 16                     | 09/11/2001 | 1     | 0:44  | Oroville, California      |                                               |
| Derrota | 0-1    | Scott Smith     | Nocaute Técnico (interrupção médica)    | IFC: Warriors Challenge 15                     | 31/08/2001 | 1     | 2:53  | Oroville, California      |                                               |